# بانک عوده
بانک عوده (انگلیسی: Bank Audi) شرکت خدمات مالی و بانکداری لبنانی است، که در سال ۱۸۳۰ تأسیس شد.